# Olympische Sommerspiele 1988/Teilnehmer (China)
| Gelbes Symbol für Goldmedaillen mit stilisierten Olympischen Ringen | Graues Symbol für Silbermedaillen mit stilisierten Olympischen Ringen | Braundes Symbol für Bronzemedaillen mit stilisierten Olympischen Ringen |
| ------------------------------------------------------------------- | --------------------------------------------------------------------- | ----------------------------------------------------------------------- |
| 5                                                                   | 11                                                                    | 12                                                                      |

China nahm an den Olympischen Sommerspielen 1988 in Seoul, Südkorea, mit einer Delegation von 273 Sportlern (149 Männer und 124 Frauen) teil.

## Medaillengewinner

### Gold
| Name(n)                      | Sportart       | Wettkampf             |
| ---------------------------- | -------------- | --------------------- |
| Chen Longcan & Wei Qingguang | Tischtennis    | Doppel                |
| Chen Jing                    | Tischtennis    | Frauen, Einzel        |
| Lou Yun                      | Turnen         | Pferdsprung           |
| Gao Min                      | Wasserspringen | Frauen, Kunstspringen |
| Xu Yanmei                    | Wasserspringen | Frauen, Turmspringen  |

### Silber
| Name(n)                                                          | Sportart       | Wettkampf                      |
| ---------------------------------------------------------------- | -------------- | ------------------------------ |
| He Yingqiang                                                     | Gewichtheben   | Bantamgewicht                  |
| Zhang Xianghua, Hu Yadong, Yang Xiao, Zhou Shouying & Li Ronghua | Rudern         | Vierer mit Steuerfrau          |
| Huang Shiping                                                    | Schießen       | Kleinkaliber, laufende Scheibe |
| Yang Wenyi                                                       | Schwimmen      | Frauen, 50 Meter Freistil      |
| Zhuang Yong                                                      | Schwimmen      | Frauen, 100 Meter Freistil     |
| Huang Xiaomin                                                    | Schwimmen      | Frauen, 200 Meter Brust        |
| Li Huifen                                                        | Tischtennis    | Frauen, Einzel                 |
| Chen Jing & Jiao Zhimin                                          | Tischtennis    | Frauen, Doppel                 |
| Tan Liangde                                                      | Wasserspringen | Kunstspringen                  |
| Xiong Ni                                                         | Wasserspringen | Turmspringen                   |
| Li Qing                                                          | Wasserspringen | Frauen, Kunstspringen          |

### Bronze
| Name(n) | Sportart       | Wettkampf                       |
| --- | -------------- | ------------------------------- |
| He Zhuoqiang | Gewichtheben   | Fliegengewicht                  |
| Liu Shoubin | Gewichtheben   | Bantamgewicht                   |
| Ye Huanmin | Gewichtheben   | Federgewicht                    |
| Li Jinhe | Gewichtheben   | Leichtgewicht                   |
| Li Meisu | Leichtathletik | Frauen, Kugelstoßen             |
| Han Yaqin, He Yanwen, Hu Yadong, Li Ronghua, Yang Xiao, Zhang Xianghua, Zhang Yali, Zhou Shouying & Zhou Xiuhua                               | Rudern         | Frauen, Achter                  |
| Xu Haifeng | Schießen       | Luftpistole                     |
| Qian Hong | Schwimmen      | Frauen, 100 Meter Schmetterling |
| Jiao Zhimin | Tischtennis    | Frauen, Einzel                  |
| Lou Yun | Turnen         | Bodenturnen                     |
| Cui Yongmei, Hou Yuzhu, Jiang Ying, Li Guojun, Li Yueming, Su Huijuan, Wang Yajun, Wu Dan, Yang Xiaojun, Yang Xilan, Zhao Hong & Zheng Meizhu | Volleyball     | Frauenwettbewerb                |
| Li Deliang | Wasserspringen | Kunstspringen                   |

## Teilnehmer nach Sportarten

### Basketball
- Herrenteam
11. Platz

- Kader
Gong Luming
Huang Yunlong
Li Yaguang
Sha Guoli
Song Ligang
Sun Fengwu
Wang Fei
Wang Libin
Xu Xiaoliang
Zhang Bin
Zhang Xuelei
Zhang Yongjun

- Frauenteam
6. Platz

- Kader
Cong Xuedi
Han Qingling
Li Xiaoqin
Ling Guang
Liu Qing
Peng Ping
Xu Xiangmei
Xue Cuilan
Zhao Wei
Zheng Haixia

### Bogenschießen
- Duoji Qiuyun
Einzel: 46. Platz
Mannschaft: 19. Platz

- Liang Qiuzhong
Einzel: 47. Platz
Mannschaft: 19. Platz

- Ru Guang
Einzel: 55. Platz
Mannschaft: 19. Platz

- Ma Xiangjun
Frauen, Einzel: 11. Platz
Frauen, Mannschaft: 11. Platz

- Ma Shaorong
Frauen, Einzel: 22. Platz
Frauen, Mannschaft: 11. Platz

- Yao Yawen
Frauen, Einzel: 35. Platz
Frauen, Mannschaft: 11. Platz

### Boxen
- Wang Weiping
Fliegengewicht: 17. Platz

- Liu Dong
Federgewicht: 5. Platz

### Fechten
- Liu Yunhong
Florett, Einzel: 20. Platz
Florett, Mannschaft: 8. Platz

- Zhang Zhicheng
Florett, Einzel: 25. Platz
Florett, Mannschaft: 8. Platz

- Lao Shaopei
Florett, Einzel: 37. Platz
Florett, Mannschaft: 8. Platz

- Ye Chong
Florett, Mannschaft: 8. Platz

- Du Zhencheng
Degen, Einzel: 32. Platz

- Ma Zhi
Degen, Einzel: 37. Platz

- Zheng Zhaokang
Säbel, Einzel: 24. Platz
Säbel, Mannschaft: 10. Platz

- Jia Guihua
Säbel, Einzel: 27. Platz
Säbel, Mannschaft: 10. Platz

- Wang Zhiming
Säbel, Einzel: 30. Platz
Säbel, Mannschaft: 10. Platz

- Wang Ruiji
Säbel, Mannschaft: 10. Platz

### Fußball
- Herrenteam
13. Platz

- Kader
Duan Ju
Gao Sheng
Guo Yijun
Jia Xiuquan
Li Hui
Liu Haiguang
Mai Chao
Ma Lin
Tang Yaodong
Wang Baoshan
Xie Yuxin
Zhang Huikang
Zhang Xiaowen
Zhu Bo

### Gewichtheben
- He Zhuoqiang
Fliegengewicht: Bronze

- Zhang Shoulie
Fliegengewicht: 4. Platz

- He Yingqiang
Bantamgewicht: Silber

- Liu Shoubin
Bantamgewicht: Bronze

- Ye Huanmin
Federgewicht: Bronze

- Wang Caixi
Federgewicht: Kein gültiges Ergebnis

- Li Jinhe
Leichtgewicht: Bronze

- Xiao Minglin
Leichtgewicht: 6. Platz

- Cai Yanshu
Mittelgewicht: 4. Platz

- Ma Wenzhu
Mittelgewicht: Kein gültiges Ergebnis

### Handball
- Frauenteam
6. Platz

- Kader
Chen Zhen
Dai Jianfen
He Jianping
Li Jie
Li Lirong
Lu Guanghong
Sun Xiulan
Wang Mingxing
Wang Tao
Xue Jinhua
Zhang Hong
Zhang Weihong

### Judo
- Zhang Guojun
Superleichtgewicht: 12. Platz

- Xiong Fengshan
Leichtgewicht: 19. Platz

- Liu Junlin
Mittelgewicht: 11. Platz

- Liu Anpai
Halbschwergewicht: 18. Platz

- Xu Guoqing
Schwergewicht: 19. Platz

### Kanu
- Xue Bing
Zweier-Kajak, 500 Meter: Viertelfinale
Zweier-Kajak, 1000 Meter: Halbfinale

- Ma Fuliang
Zweier-Kajak, 500 Meter: Viertelfinale
Zweier-Kajak, 1000 Meter: Halbfinale

- Guo Daen
Zweier-Canadier, 500 Meter: Viertelfinale
Zweier-Canadier, 1000 Meter: Halbfinale

- Ke Hua
Zweier-Canadier, 500 Meter: Viertelfinale
Zweier-Canadier, 1000 Meter: Halbfinale

### Leichtathletik
- Li Tao
100 Meter: Viertelfinale
4 × 100 Meter: Halbfinale

- Zheng Chen
100 Meter: Viertelfinale
4 × 100 Meter: Halbfinale

- Cai Jianming
100 Meter: Viertelfinale
4 × 100 Meter: Halbfinale

- Li Feng
200 Meter: Viertelfinale
4 × 100 Meter: Halbfinale

- Duan Xiuquan
800 Meter: Vorläufe
1500 Meter: Vorläufe

- Cai Shangyan
Marathon: 26. Platz

- Zhang Guowei
Marathon: 38. Platz

- Yu Zhicheng
110 Meter Hürden: Halbfinale

- Yang Guang
110 Meter Hürden: Viertelfinale

- Li Baojin
20 Kilometer Gehen: 41. Platz
50 Kilometer Gehen: 29. Platz

- Zhu Jianhua
Hochsprung: 23. Platz in der Qualifikation

- Pang Yan
Weitsprung: 9. Platz

- Chen Zunrong
Weitsprung: 18. Platz in der Qualifikation

- Chen Yanping
Dreisprung: 14. Platz in der Qualifikation

- Ma Yongfeng
Kugelstoßen: 17. Platz in der Qualifikation

- Gong Guohua
Zehnkampf: 31. Platz

- Tian Yumei
Frauen, 100 Meter: Viertelfinale

- Liu Shaomei
Frauen, 100 Meter: Vorläufe
Frauen, 4 × 100 Meter: Halbfinale

- Zhang Caihua
Frauen, 100 Meter: Vorläufe
Frauen, 4 × 100 Meter: Halbfinale

- Xie Zhiling
Frauen, 200 Meter: Vorläufe
Frauen, 4 × 100 Meter: Halbfinale

- Zhang Xiaoqiong
Frauen, 200 Meter: Vorläufe
Frauen, 4 × 100 Meter: Halbfinale

- Sun Sumei
Frauen, 400 Meter: Viertelfinale

- Wang Xiuting
Frauen, 3000 Meter: Vorläufe
Frauen, 10.000 Meter: 7. Platz

- Chen Qingmei
Frauen, 3000 Meter: Vorläufe

- Wang Qinghuan
Frauen, 10.000 Meter: 18. Platz

- Xie Lihua
Frauen, 10.000 Meter: Vorläufe

- Zhao Youfeng
Frauen, Marathon: 5. Platz

- Zhong Huandi
Frauen, Marathon: 30. Platz

- Li Juan
Frauen, Marathon: 54. Platz

- Liu Huajin
Frauen, 100 Meter Hürden: Viertelfinale

- Du Juan
Frauen, 100 Meter Hürden: Viertelfinale

- Jin Ling
Frauen, Hochsprung: 15. Platz in der Qualifikation

- Xiong Qiying
Frauen, Weitsprung: 9. Platz

- Liu Shuzhen
Frauen, Weitsprung: 11. Platz

- Liao Wenfen
Frauen, Weitsprung: 14. Platz in der Qualifikation

- Li Meisu
Frauen, Kugelstoßen: Bronze

- Huang Zhihong
Frauen, Kugelstoßen: 8. Platz

- Cong Yuzhen
Frauen, Kugelstoßen: 9. Platz

- Hou Xuemei
Frauen, Diskuswurf: 8. Platz

- Yu Hourun
Frauen, Diskuswurf: 9. Platz

- Xing Ailan
Frauen, Diskuswurf: 14. Platz in der Qualifikation

- Li Baolian
Frauen, Speerwurf: 17. Platz in der Qualifikation

- Zhou Yuanxiang
Frauen, Speerwurf: 22. Platz in der Qualifikation

- Dong Yuping
Frauen, Siebenkampf: 16. Platz

### Moderner Fünfkampf
- Zhang Bin
Einzel: 58. Platz

### Radsport
- Tang Xuezhong
Straßenrennen, Einzel: 44. Platz
100 Kilometer Mannschaftszeitfahren: 17. Platz

- Liu Hong
Straßenrennen, Einzel: 53. Platz
100 Kilometer Mannschaftszeitfahren: 17. Platz

- Cai Yingquan
Straßenrennen, Einzel: DNF

- Guo Longchen
100 Kilometer Mannschaftszeitfahren: 17. Platz

- Wu Weipei
100 Kilometer Mannschaftszeitfahren: 17. Platz

- Lu Suyan
Frauen, Straßenrennen, Einzel: 24. Platz

- Yan Yinhua
Frauen, Straßenrennen, Einzel: 33. Platz

- Chen Weixiu
Frauen, Straßenrennen, Einzel: 47. Platz

- Zhou Suying
Frauen, Sprint: 6. Platz

### Rhythmische Sportgymnastik
- Pang Qiong
Einzel: 11. Platz

- He Xiaomin
Einzel: 16. Platz

### Ringen
- Yang Zhizhong
Halbfliegengewicht, griechisch-römisch: 7. Platz

- Hu Richa
Fliegengewicht, griechisch-römisch: Gruppenphase

- Yang Changcen
Bantamgewicht, griechisch-römisch: 4. Platz

- Hu Guohong
Federgewicht, griechisch-römisch: Gruppenphase

- Zhao Jianqiang
Leichtgewicht, griechisch-römisch: Gruppenphase

- Wei Qingkun
Weltergewicht, griechisch-römisch: Gruppenphase

- Liang Dejin
Halbfliegengewicht, Freistil: Gruppenphase

- Xu Jihua
Fliegengewicht, Freistil: Gruppenphase

- Chen Yongliang
Bantamgewicht, Freistil: Gruppenphase

- Li Xianji
Federgewicht, Freistil: Gruppenphase

- Ho Bisgaltu
Leichtgewicht, Freistil: Gruppenphase

### Rudern
- Guo Mei
Frauen, Doppelzweier: 5. Platz

- Cao Mianying
Frauen, Doppelzweier: 5. Platz

- Zhang Xianghua
Frauen, Vierer mit Steuerfrau: Silber 
Frauen, Achter: Bronze

- Hu Yadong
Frauen, Vierer mit Steuerfrau: Silber 
Frauen, Achter: Bronze

- Yang Xiao
Frauen, Vierer mit Steuerfrau: Silber 
Frauen, Achter: Bronze

- Zhou Shouying
Frauen, Vierer mit Steuerfrau: Silber 
Frauen, Achter: Bronze

- Li Ronghua
Frauen, Vierer mit Steuerfrau: Silber 
Frauen, Achter: Bronze

- Han Yaqin
Frauen, Achter: Bronze

- He Yanwen
Frauen, Achter: Bronze

- Zhang Yali
Frauen, Achter: Bronze

- Zhou Xiuhua
Frauen, Achter: Bronze

### Schießen
- Xu Haifeng
Luftpistole: Bronze 
Freie Pistole: 23. Platz

- Wang Yifu
Luftpistole: 15. Platz
Freie Pistole: 8. Platz

- Meng Gang
Schnellfeuerpistole: 11. Platz

- Li Zhongqi
Schnellfeuerpistole: 16. Platz

- Zhang Yingzhou
Luftgewehr: 14. Platz
Kleinkaliber, Dreistellungskampf: 9. Platz

- Xu Xiaoguang
Luftgewehr: 29. Platz
Kleinkaliber, Dreistellungskampf: 25. Platz
Kleinkaliber, liegend: 6. Platz

- Jiang Rong
Kleinkaliber, liegend: 6. Platz

- Huang Shiping
Kleinkaliber, laufende Scheibe: Silber

- Ji Gang
Kleinkaliber, laufende Scheibe: 10. Platz

- Gao E
Trap 40. Platz

- Zhang Bing
Trap 43. Platz

- Zhang Weigang
Skeet: 5. Platz

- Wu Lanying
Skeet: 13. Platz

- Wang Zhonghua
Skeet: 27. Platz

- Liu Haiying
Frauen, Luftpistole: 6. Platz

- Wen Zhifang
Frauen, Luftpistole: 16. Platz
Frauen, Sportpistole: 9. Platz

- Qi Chunxia
Frauen, Sportpistole: 22. Platz

- Zhang Qiuping
Frauen, Luftgewehr: 4. Platz
Frauen, Kleinkaliber, Dreistellungskampf: 13. Platz

- Li Dan
Frauen, Luftgewehr: 15. Platz

- Zhou Danhong
Frauen, Kleinkaliber, Dreistellungskampf: 20. Platz

### Schwimmen
- Shen Jianqiang
50 Meter Freistil: 12. Platz
100 Meter Freistil: 27. Platz
4 × 100 Meter Freistil: Vorläufe
100 Meter Schmetterling: 9. Platz
4 × 100 Meter Lagen: 19. Platz

- Feng Qiangbiao
50 Meter Freistil: 19. Platz
100 Meter Freistil: 38. Platz
4 × 100 Meter Freistil: Vorläufe

- Xie Jun
200 Meter Freistil: 39. Platz
200 Meter Lagen: 31. Platz
4 × 100 Meter Freistil: Vorläufe

- Wang Dali
1500 Meter Freistil: 24. Platz

- Li Tao
4 × 100 Meter Freistil: Vorläufe

- Lin Laijiu
100 Meter Rücken: 18. Platz
200 Meter Rücken: 30. Platz
4 × 100 Meter Lagen: 19. Platz

- Huang Guoxiong
100 Meter Rücken: 35. Platz

- Chen Jianhong
100 Meter Brust: 16. Platz
4 × 100 Meter Lagen: 19. Platz

- Jin Fu
100 Meter Brust: 30. Platz
200 Meter Brust: 38. Platz

- Chang Qing
200 Meter Brust: 35. Platz

- Zheng Jian
100 Meter Schmetterling: 15. Platz
4 × 100 Meter Lagen: 19. Platz

- Zhan Jiang
200 Meter Schmetterling: 30. Platz

- Yang Wenyi
Frauen, 50 Meter Freistil: Silber 
Frauen, 4 × 100 Meter Freistil: 4. Platz
Frauen, 4 × 100 Meter Lagen: Vorläufe

- Xia Fujie
Frauen, 50 Meter Freistil: 22. Platz
Frauen, 4 × 100 Meter Freistil: 4. Platz

- Zhuang Yong
Frauen, 100 Meter Freistil: Silber 
Frauen, 200 Meter Freistil: 16. Platz
Frauen, 4 × 100 Meter Freistil: 4. Platz
Frauen, 4 × 100 Meter Lagen: Vorläufe

- Lou Yaping
Frauen, 100 Meter Freistil: 23. Platz
Frauen, 4 × 100 Meter Freistil: 4. Platz

- Qian Hong
Frauen, 200 Meter Freistil: 40. Platz

- Yan Ming
Frauen, 400 Meter Freistil: 21. Platz
Frauen, 800 Meter Freistil: 26. Platz
Frauen, 400 Meter Lagen: 16. Platz

- Wang Bolin
Frauen, 100 Meter Rücken: 23. Platz
Frauen, 200 Meter Rücken: 23. Platz

- Lin Li
Frauen, 200 Meter Rücken: 11. Platz
Frauen, 200 Meter Lagen: 7. Platz
Frauen, 400 Meter Lagen: 7. Platz

- Huang Xiaomin
Frauen, 100 Meter Brust: 7. Platz
Frauen, 200 Meter Brust: Silber 
Frauen, 4 × 100 Meter Lagen: Vorläufe

- Chen Huiling
Frauen, 100 Meter Brust: 27. Platz
Frauen, 200 Meter Brust: 40. Platz

- Qian Hong
Frauen, 100 Meter Schmetterling: Bronze 
Frauen, 4 × 100 Meter Lagen: Vorläufe

- Wang Xiaohong
Frauen, 100 Meter Schmetterling: 8. Platz
Frauen, 200 Meter Schmetterling: 7. Platz

- Mo Wanlan
Frauen, 200 Meter Schmetterling: 22. Platz

### Segeln
- Lin Bo
470er: 25. Platz

- Yang Shanfeng
470er: 25. Platz

- Jiang Chen
Windsurfen: 22. Platz

- Chen Ruili
Frauen, 470er: 20. Platz

- Chen Xiumei
Frauen, 470er: 20. Platz

### Synchronschwimmen
- Zhang Ying
Solo: 11. Platz

- Luo Xi
Solo: in der Qualifikation ausgeschieden
Duett: 9. Platz

- Tan Min
Solo: in der Qualifikation ausgeschieden
Duett: 9. Platz

### Tennis
- Liu Shuhua
Doppel: 17. Platz

- Ma Keqin
Doppel: 17. Platz

### Tischtennis
- Jiang Jialiang
Einzel: 5. Platz
Doppel: 5. Platz

- Chen Longcan
Einzel: 6. Platz
Doppel: Gold

- Xu Zengcai
Einzel: 9. Platz
Doppel: 5. Platz

- Wei Qingguang
Doppel: Gold

- Chen Jing
Frauen, Einzel: Gold 
Frauen, Doppel: Silber

- Li Huifen
Frauen, Einzel: Silber

- Jiao Zhimin
Frauen, Einzel: Bronze 
Frauen, Doppel: Silber

### Turnen
- Wang Chongsheng
Einzelmehrkampf: 6. Platz
Mannschaftsmehrkampf: 4. Platz
Barren: 50. Platz in der Qualifikation
Bodenturnen: 25. Platz in der Qualifikation
Pferdsprung: 15. Platz in der Qualifikation
Reck: 5. Platz
Ringe: 21. Platz in der Qualifikation
Seitpferd: 15. Platz in der Qualifikation

- Lou Yun
Einzelmehrkampf: 12. Platz
Mannschaftsmehrkampf: 4. Platz
Barren: 59. Platz in der Qualifikation
Bodenturnen: Bronze 
Pferdsprung: Gold 
Reck: 31. Platz in der Qualifikation
Ringe: 6. Platz
Seitpferd: 51. Platz in der Qualifikation

- Xu Zhiqiang
Einzelmehrkampf: 15. Platz
Mannschaftsmehrkampf: 4. Platz
Barren: 25. Platz in der Qualifikation
Bodenturnen: 19. Platz in der Qualifikation
Pferdsprung: 15. Platz in der Qualifikation
Reck: 6. Platz
Ringe: 9. Platz in der Qualifikation
Seitpferd: 56. Platz in der Qualifikation

- Li Chunyang
Einzelmehrkampf: 32. Platz in der Qualifikation
Mannschaftsmehrkampf: 4. Platz
Barren: 35. Platz in der Qualifikation
Bodenturnen: 42. Platz in der Qualifikation
Pferdsprung: 50. Platz in der Qualifikation
Reck: 31. Platz in der Qualifikation
Ringe: 26. Platz in der Qualifikation
Seitpferd: 30. Platz in der Qualifikation

- Guo Linxian
Einzelmehrkampf: 45. Platz in der Qualifikation
Mannschaftsmehrkampf: 4. Platz
Barren: 18. Platz in der Qualifikation
Bodenturnen: 45. Platz in der Qualifikation
Pferdsprung: 26. Platz in der Qualifikation
Reck: 70. Platz in der Qualifikation
Ringe: 26. Platz in der Qualifikation
Seitpferd: 66. Platz in der Qualifikation

- Li Ning
Einzelmehrkampf: 50. Platz in der Qualifikation
Mannschaftsmehrkampf: 4. Platz
Barren: 84. Platz in der Qualifikation
Bodenturnen: 5. Platz
Pferdsprung: 86. Platz in der Qualifikation
Reck: 12. Platz in der Qualifikation
Ringe: 39. Platz in der Qualifikation
Seitpferd: 43. Platz in der Qualifikation

- Chen Cuiting
Frauen, Einzelmehrkampf: 14. Platz
Frauen, Mannschaftsmehrkampf: 6. Platz
Frauen, Bodenturnen: 10. Platz in der Qualifikation
Frauen, Pferdsprung: 32. Platz in der Qualifikation
Frauen, Schwebebalken: 27. Platz in der Qualifikation
Frauen, Stufenbarren: 34. Platz in der Qualifikation

- Fan Di
Frauen, Einzelmehrkampf: 20. Platz
Frauen, Mannschaftsmehrkampf: 6. Platz
Frauen, Bodenturnen: 39. Platz in der Qualifikation
Frauen, Pferdsprung: 47. Platz in der Qualifikation
Frauen, Schwebebalken: 30. Platz in der Qualifikation
Frauen, Stufenbarren: 14. Platz in der Qualifikation

- Wang Wenjing
Frauen, Einzelmehrkampf: 32. Platz
Frauen, Mannschaftsmehrkampf: 6. Platz
Frauen, Bodenturnen: 36. Platz in der Qualifikation
Frauen, Pferdsprung: 60. Platz in der Qualifikation
Frauen, Schwebebalken: 23. Platz in der Qualifikation
Frauen, Stufenbarren: 18. Platz in der Qualifikation

- Wang Huiying
Frauen, Einzelmehrkampf: 34. Platz in der Qualifikation
Frauen, Mannschaftsmehrkampf: 6. Platz
Frauen, Bodenturnen: 23. Platz in der Qualifikation
Frauen, Pferdsprung: 27. Platz in der Qualifikation
Frauen, Schwebebalken: 14. Platz in der Qualifikation
Frauen, Stufenbarren: 75. Platz in der Qualifikation

- Ma Ying
Frauen, Einzelmehrkampf: 41. Platz in der Qualifikation
Frauen, Mannschaftsmehrkampf: 6. Platz
Frauen, Bodenturnen: 47. Platz in der Qualifikation
Frauen, Pferdsprung: 33. Platz in der Qualifikation
Frauen, Schwebebalken: 47. Platz in der Qualifikation
Frauen, Stufenbarren: 44. Platz in der Qualifikation

- Wang Xiaoyan
Frauen, Einzelmehrkampf: 44. Platz in der Qualifikation
Frauen, Mannschaftsmehrkampf: 6. Platz
Frauen, Bodenturnen: 36. Platz in der Qualifikation
Frauen, Pferdsprung: 7. Platz
Frauen, Schwebebalken: 55. Platz in der Qualifikation
Frauen, Stufenbarren: 70. Platz in der Qualifikation

### Volleyball
- Frauenteam
Bronze

- Kader
Li Guojun
Hou Yuzhu
Yang Xilan
Su Huijuan
Jiang Ying
Cui Yongmei
Yang Xiaojun
Zheng Meizhu
Wu Dan
Li Yueming
Wang Yajun

### Wasserball
- Herrenteam
11. Platz

- Kader
Ni Shiwei
Wang Minhui
Yang Yong
Yu Xiang
Huang Long
Huang Qijiang
Cui Shiping
Zhao Bilong
Li Jianxiong
Cai Shengliu
Wen Fan
Ge Jianqing
Zheng Qing

### Wasserspringen
- Tan Liangde
Kunstspringen: Silber

- Li Deliang
Kunstspringen: Bronze

- Xiong Ni
Turmspringen: Silber

- Li Kongzheng
Turmspringen: 6. Platz

- Gao Min
Frauen, Kunstspringen: Gold

- Li Qing
Frauen, Kunstspringen: Silber

- Xu Yanmei
Frauen, Turmspringen: Gold

- Chen Xiaodan
Frauen, Turmspringen: 5. Platz